# The Holy City
The Holy City és una pel·lícula muda de l'Éclair American dirigida per Étienne Arnaud i protagonitzada per Alec B. Francis, Robert Frazer, en el seu debut cinematogràfic, i Julia Stuart, entre d'altres. Inspirada en les escenes descrites en l'himne nord-americà “The Holy City”, la pel·lícula, es va estrenar el 2 de juliol de 1912.

## Argument
Un clergue s’adorm i somnia amb Jerusalem, la ciutat santa. Al llarg de dues bobines la pel·lícula presenta les diferents escenes descrites en l’himne “The Holy City”, la lletra del qual s’usa com a subtítols inclou escenes de la passió de Jesucrist com l'entrada a Jerusalem o el Sant Sopar.

## Repartiment
- Alec B. Francis (el clergue)
- Louis R. Grisel (Dr. Bacine, el seu amic / Sant Pau)
- Julia Stuart (Martha, la majordoma del clergue)
- Robert Frazer (Jesucrist)
- John G. Adolfi (Sant Pere)
- Lamar Johnstone (Sant Marc)
- George Larkin (Judes)
- Guy Oliver (Sant Lluc)
- Barbara Tennant (Rachel)
- Muriel Ostriche (Rebecca)
- Isabel Lamon (Miriam)
- Mathilde Baring (Muriel)
- Helen Drew (Ruth)
- Richard Sterling (Sant Simó)
- L. Suarez (Sant Mateu)
- John Burkell (Sant Jaume)
- M.E. Hannefy (Sant Andreu)
- Van Dyke Sheldon (Sant Felip)
- Mr. Coupe (Sant Bartomeu)
- Evelyn Shunk (Sant Joan)